# Elezioni parlamentari in Slovenia del 2000
Le elezioni parlamentari in Slovenia del 2000 si tennero il 15 ottobre per il rinnovo dell'Assemblea nazionale. In seguito all'esito elettorale, Janez Drnovšek, espressione di Democrazia Liberale di Slovenia, divenne Presidente del Governo; nel 2002 fu sostituito da Anton Rop, esponente dello stesso partito.

## Risultati
| Democrazia Liberale di Slovenia                   | 390 306   | 36,26 | 34 |  |  |  |
| Partito Socialdemocratico Sloveno                 | 170 228   | 15,81 | 14 |  |  |  |
| Lista Unita dei Socialdemocratici                 | 130 079   | 12,08 | 11 |  |  |  |
| Partito Popolare Sloveno                          | 102 691   | 9,54  | 9  |  |  |  |
| Nuova Slovenia - Partito Popolare Cristiano       | 93 247    | 8,66  | 8  |  |  |  |
| Partito Democratico dei Pensionati della Slovenia | 55 634    | 5,17  | 4  |  |  |  |
| Partito Nazionale Sloveno                         | 47 214    | 4,39  | 4  |  |  |  |
| Partito della Gioventù di Slovenia                | 46 674    | 4,34  | 4  |  |  |  |
| Verdi di Slovenia                                 | 9 691     | 0,90  | –  |  |  |  |
| Partito Democratico di Slovenia                   | 8 079     | 0,75  | –  |  |  |  |
| Partito Nuovo                                     | 6 338     | 0,59  | –  |  |  |  |
| Altri <0,50%                                      | 16 339    | 1,52  | –  |  |  |  |
| Comunità italiana e ungherese                     | –         | –     | 2  |  |  |  |
| Totale                                            | 1 076 520 | 100   | 90 |  |  |  |
|                                                   |           |       |    |  |  |  |
| Voti non validi                                   | 36 904    | 3,31  |    |  |  |  |
| Votanti                                           | 1 113 424 |       |    |  |  |  |